# Colpo di Stato in Gabon del 2023
Il colpo di Stato in Gabon del 2023 è stato attuato il 30 agosto.
A seguito dei contestati risultati e delle tensioni politiche sulle elezioni generali tenutesi il 26 agosto, i militari hanno estromesso il presidente rieletto, Ali Bongo Ondimba, la cui vittoria è stata annunciata il 30 agosto.
Il colpo di stato ha posto fine al dominio della famiglia Bongo sul Gabon, durato 56 anni. È stato anche l'ottavo golpe avvenuto con successo in Africa centrale e occidentale dal 2020, dopo eventi simili in Mali (nel 2020 e nel 2021), Ciad, Guinea, Burkina Faso (a gennaio e settembre 2022) e Niger.

## Contesto
Dall'indipendenza dalla Francia nel 1960, il Gabon è stato governato principalmente dalla famiglia Bongo a partire dal presidente Omar Bongo nel 1967 e, dopo la sua morte nel 2009, da suo figlio Ali Bongo Ondimba.
Ali Bongo Ondimba dopo essere stato rieletto nelle elezioni nel 2016 è stato coinvolto in un tentativo di rovesciamento del governo attraverso un fallito colpo di stato nel 2019, nonostante ciò, ha tentato di essere rieletto per un terzo mandato nelle elezioni del 2023.
La famiglia Bongo nel corso degli anni è stata accusata di corruzione e nepotismo, in diverse elezioni ci sono state denunce di frodi o irregolarità.
Nonostante il Gabon sia membro dell'OPEC, uno dei maggiori produttori africani di petrolio (che rappresenta il 60% delle entrate nazionali) e abbia uno dei PIL pro capite più alti del continente, il Gabon si trova ad affrontare gravi crisi socioeconomiche, si stima che un terzo della popolazione viva al di sotto della soglia di povertà con 5,50 dollari al giorno, e il tasso di disoccupazione tra i gabonesi sotto i 24 anni è stimato al 40% nel 2020.
In un discorso pronunciato in occasione del Giorno dell'Indipendenza, il 17 agosto, Bongo, stretto alleato della Francia, ha insistito sul fatto che non avrebbe permesso che il Gabon fosse sottoposto a "destabilizzazione", riferendosi ad altri recenti colpi di stato nella regione.
A seguito delle elezioni presidenziali tenutesi il 26 agosto 2023, il presidente in carica, Ali Bongo, candidato per essere rieletto per un terzo mandato, è stato dichiarato vincitore tramite un annuncio ufficiale fatto il 30 agosto. Tuttavia, da parte dei partiti di opposizione e degli osservatori indipendenti sono subito emersi brogli e irregolarità, che hanno messo in dubbio la legittimità dei risultati elettorali.

## Colpo di stato
A seguito delle diffuse proteste sullo svolgimento delle elezioni, le forze armate del Gabon hanno avviato un colpo di stato prima dell'alba del 30 agosto. I soldati guidati da ufficiali di alto rango hanno preso il controllo dei principali edifici governativi, dei canali di comunicazione e dei punti strategici della capitale Libreville, si sono anche sentiti spari.
Sul canale statale Gabon 24, alcuni militari hanno annunciato la fine del regime politico, e la nascita di un "Comitato per la transizione e il ripristino delle istituzioni", citando "una governance irresponsabile e imprevedibile" che aveva portato a "un continuo degrado della coesione sociale, rischiando di spingere il Paese nel caos". I militari hanno annunciato l'annullamento delle recenti elezioni, lo scioglimento delle istituzioni statali, e la chiusura delle frontiere del paese, revocata il 2 settembre. L'accesso a Internet, interrotto dopo le elezioni, sarebbe stato poi ripristinato. e il coprifuoco istituito dopo le elezioni è stato ridotto alla notte a partire dal 31 agosto.
La giunta ha annunciato l'arresto e la detenzione domiciliare di Bongo, del suo figlio maggiore e del consigliere Noureddin Bongo Valentin; tuttavia il 7 settembre l'ex presidente è stato liberato dalla detenzione.
Il generale di brigata Brice Oligui, comandante della Guardia repubblicana, è stato successivamente insediato come presidente ad interim dalla giunta militare.
Dopo l'annuncio del colpo di stato, nelle strade di Libreville e in altre città del Paese sono scoppiati festeggiamenti; il porto di Libreville ha sospeso le operazioni.

## Conseguenze successive
Insediatasi la giunta militare, il Presidente ad interim Brice Clotaire Oligui Nguema si è mosso verso un percorso di democratizzazione, giungendo cosi all'approvazione di una nuova Costituzione nel 2024 ed all'indizione di nuove elezioni presidenziali nel 2025, in cui è stato rieletto a grande maggioranza.